# Kościół Wniebowzięcia Najświętszej Maryi Panny w Witaszycach
Kościół Wniebowzięcia Najświętszej Maryi Panny – rzymskokatolicki kościół parafialny znajdujący się w centrum Witaszyc w gminie Jarocin.
Świątynię wybudowano w 1928 w stylu neoklasycystycznym. Obiekt charakteryzuje się wysoką okrągłą wieżą dominującą nad panoramą wsi. W ołtarzu głównym obraz Wniebowzięcia Matki Bożej.
W kruchcie dwie tablice pamiątkowe:
- Budowniczym i odnowicielom tej świątyni / Śp. Ks. prob. Bruno Steurowi / Śp. Ks. prałatowi Stefanowi Figasowi / Śp. O. Apoloniuszowi Kidze / Parafianie,
- Świętemu Janowi Pawłowi II / Papieżowi Polakowi / 1978 - 2005 / W hodzie parafia Witaszyce.